# Vivien Stern
Pour les articles homonymes, voir Stern.
Vivien Helen Stern, baronne Stern (née le 25 septembre 1941) est une membre crossbencher de la Chambre des lords.

## Biographie
Elle fait ses études au Kent College et étudie la littérature anglaise à l'Université de Bristol où elle obtient son diplôme en 1963. Elle reçoit un MLitt en 1964 et un certificat en éducation en 1965. Entre 1967 et 1969, elle enseigne les études générales au Birmingham College of Food and Domestic Arts.
En 1970, elle devient chargée de cours en éducation et en 1977, elle est directrice de la NACRO, poste qu'elle occupe jusqu'en 1996. Elle est membre invité du Nuffield College, Oxford, de 1984 à 1991, et secrétaire générale de Penal Reform International de 1989 à 2006. En 1997, elle est nommée chercheuse senior à l'Université de Londres, basée au Centre international d'études pénitentiaires du King's College de Londres.
Elle est nommée Commandeur de l'Ordre de l'Empire britannique (CBE) dans les honneurs du Nouvel An 1992 et créée pair à vie en tant que baronne Stern, de Vauxhall dans le quartier londonien de Lambeth le 13 juillet 1999. Elle est membre de plusieurs comités parlementaires et est actuellement membre du Comité mixte parlementaire sur les textes réglementaires. Elle s'intéresse à la justice pénale, aux affaires étrangères, aux droits de l'homme, au développement international, à la réforme pénale et aux prisons, et écrit plusieurs livres, notamment Creating Criminals: prisons and people in a market society; Bricks of Shame: Britain's prisons; Failures in Penal Policy; Imprisoned by Our Prisons: a programme for reform (Fabian Series); The Prisons We Deserve et A Sin Against the Future: imprisonment in the world.
La baronne Stern est patronne de plusieurs organismes de bienfaisance, notamment le Venture Trust,, le Prisoners 'Education Trust et Clean Break.
Elle est titulaire de doctorats honorifiques de l'Université du Kent, de l'Université de Bristol de l'Université d'Oxford Brookes, de l'Université de Stirling, de l'Université de Glasgow et de l'Université d'Édimbourg et est membre honoraire de la London School of Economics. Elle est mariée au professeur Andrew Coyle.